# Mustela erminea ricinae
Mustela erminea ricinae es una subespecie de  mamíferos carnívoros  de la familia Mustelidae subfamilia Mustelinae.

## Distribución geográfica
Se encuentra en la isla de Islay (Hébridas Interiores, Escocia).